# Rebeca de Souza Silva
Rebeca de Souza Silva (née le 11 mars 2001 à São Bernardo do Campo) est une judokate paralympique brésilienne.

## Biographie
Rebeca de Souza Silva est déficiente visuelle. Après avoir essayé plusieurs sports, elle pratique le judo depuis 2013.

## Carrière
Rebeca de Souza Silva participe aux Jeux parapanaméricains de 2023 et remporte une médaille de bronze dans la catégorie des +70 kg .
Aux Jeux paralympiques d'été de 2024, elle devient championne paralympique dans la catégorie J2 +70 kg, en battant en finale la cubaine Sheyla Hernández Estupiñán.